# Мансфельд, Альфред
Альфред Мансфельд (идиш Alfred Mansfeld‎; 1912, Санкт-Петербург, Российская империя, ныне Россия — 2004, Израиль) — израильский архитектор, лауреат Государственной премии Израиля по архитектуре.

## Биография
Альфред Мансфельд родился в семье Иехуды Мансфельда и Софьи Шапиро. В 1933-35 годах учился в Высшей технической школе в Берлине и Архитектурной школе в Париже. С 1935 года — в Израиле, жил и работал в Хайфе. Профессор архитектурного факультета Техниона. Сформировавшись как художник главным образом под влиянием функционализма Л. Мис ван дер Роэ и «органической архитектуры» Ф. Л. Райта, Мансфельд к концу 1950-х годах выработал свою творческую манеру, в которой крайний абстрактный универсализм первого и дезурбанизм второго взаимно смягчаются (жилые дома, в том числе для своей семьи, на горе Кармель в Хайфе (1956); многоквартирное здание строительной компании Раско в хайфском районе Рамат-Хадар (1957-60); и другие).
У Мансфельда , видевшего задачу архитектуры в восстановлении нарушенного в современную эпоху равновесия между материей и духом путём гуманизации и гармонизации среды обитания человека, использование математических многомерных конструкций и элементов преследует не только утилитарно-технические, но ещё в большей мере эстетические цели: (Гидротехнический институт Техниона (1957-58; совместно с М. Вайнраубом, 1909-70) с железными перекрытиями в виде мехов аккордеона и зарешеченными проемами вместо окон; Институт еврейских знаний Еврейского университета в Иерусалиме (1950-е гг., совместно с М. Вайнраубом), и другие).
Мансфельд считал, что открытые системы организации пространства, сочетающие визуальную законченность каждой с возможностью роста и изменения целого, вернее выражают дух нашей эпохи, чем замкнутые архитектурные композиции в стиле «застывшей музыки», и позволяют лучше учитывать специфику конкретной географической и исторической среды (Израильский музей в Иерусалиме, 1959-65 годах, в котором комплекс зданий, скомпонованных из единых по модулю кубических объёмов и объединённых переходами и внутренними двориками, причудливо воспроизводит некоторые особенности традиционной арабской архитектуры и продолжает дополняться новыми постройками; Мемориал павшим в Войне за Независимость в долине Бет-Шеан, 1959-60 годах, в котором использована древняя ближневосточная символика; проекты Института ядерных исследований Техниона, 1963-65 годах; здания муниципалитета в Иерусалиме, 1966-79 годах, и многое другое).
За проект Израильского музея Мансфельд (вместе с Дорой Гад, 1912—2003, которая была автором интерьеров) был в 1966 году удостоен Государственной премии Израиля.

## Избранные проекты и постройки
- Мемориал павшим в Войне за Независимость в долине Бет-Шеан, 1959—1960 гг.
- Аэровокзал в Лоде (1961)
- Здание Института ядерных исследований Техниона, Хайфа, 1963—1965 гг.
- Центр досуга «Аудиториум» Хайфа, 1963—1975
- Здание муниципалитета в Иерусалиме, 1966—1979
- Жилой квартал в районе Шаар ha-Алия, Хайфа, 1973—1980
- Конкурсные проекты: библиотеки в Дублине (Ирландия, 1961), музея в Рангуне (Бирма, 1965) и муниципалитета в Амстердаме (1967)

## Награды
- 1966 — Государственная премия Израиля по архитектуре